# Nacra 17
Le Nacra 17 est une classe de catamaran de sport, série internationale en 2012, d'environ 17 pieds de long (5,25 m), conçue en 2011 par les designers Morelli et Melvin pour le constructeur Nacra Sailing International, à destination d'équipages mixtes pour les Jeux olympiques de 2016.

## Conception

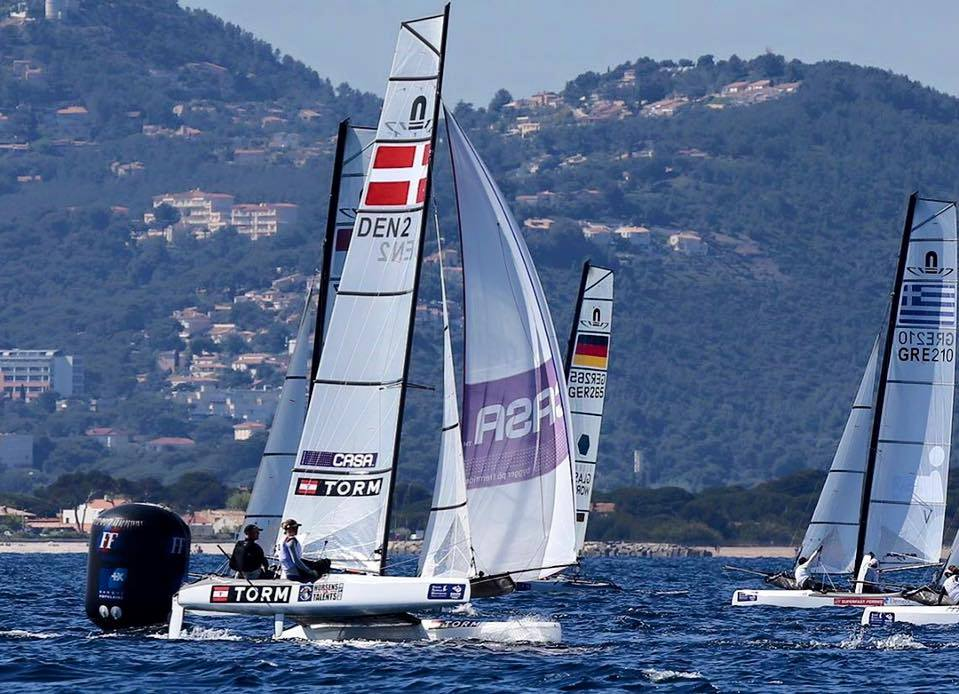
Nacra 17

Le Nacra 17 a été choisi par l'ISAF en mai 2012 comme catamaran en double mixte pour les Jeux olympiques de 2016 après un vote destiné à le départager du catamaran Viper.
La conception du Nacra 17 a été menée par les chantiers Nacra Sailing International dans le but de l'optimiser pour un équipage de 130 à 140 kg.

## Champions olympiques
En 2016 ont eu lieu les premiers J.O. avec une épreuve sur Nacra 17. Les Argentins Cecilia Carranza Saroli et  Santiago Lange ont remporté le titre. Les Français Billy Besson et Marie Riou, quadruples champions du monde, étaient favoris, mais le barreur souffrait d'une hernie discale. Ils terminent 6e malgré l'incapacité de Billy de marcher.

## Compétitions[2]
| Nacra 17 aux Jeux olympiques | Nacra 17 aux Jeux olympiques | Nacra 17 aux Jeux olympiques |
| Édition                      | Année                        | Ville                        |
| ---------------------------- | ---------------------------- | ---------------------------- |
| 1                            | 2016                         | Rio de Janeiro               |
| 2                            | 2020                         | Tokyo                        |
| 3                            | 2024                         | Paris (Marseille)            |
| 4                            | 2028                         | Los Angeles                  |

| Championnats du monde de Nacra 17 | Championnats du monde de Nacra 17 | Championnats du monde de Nacra 17 |
| Édition                           | Année                             | Ville                             |
| --------------------------------- | --------------------------------- | --------------------------------- |
| 1                                 | 2013                              | La Haye                           |
| 2                                 | 2014                              | Santander                         |
| 3                                 | 2015                              | Aarhus                            |
| 4                                 | 2016                              | Clearwater                        |
| 5                                 | 2017                              | La Grande-Motte                   |
| 6                                 | 2018                              | Aarhus                            |
| 7                                 | 2019                              | Auckland                          |
| 8                                 | 2020                              | Geelong                           |
| *                                 | 2021                              | Mussanah                          |
| *                                 | 2023                              | La Haye                           |

| Championnats du monde junior de Nacra 17 | Championnats du monde junior de Nacra 17 | Championnats du monde junior de Nacra 17 |
| Édition                                  | Année                                    | Ville                                    |
| ---------------------------------------- | ---------------------------------------- | ---------------------------------------- |
| 1                                        | 2018                                     | Marseille                                |
| 2                                        | 2019                                     | Risør                                    |
| 3                                        | 2020                                     | Lac de Côme                              |

| Championnats d'Europe de Nacra 17 | Championnats d'Europe de Nacra 17 | Championnats d'Europe de Nacra 17                                        |
| Édition                           | Année                             | Ville                                                                    |
| --------------------------------- | --------------------------------- | ------------------------------------------------------------------------ |
| 1                                 | 2013                              | Lac de Côme                                                              |
| 2                                 | 2014                              | La Grande-Motte                                                          |
| 3                                 | 2015                              | Barcelone                                                                |
|                                   | 2016                              | Thessalonique (Championnats annulés à cause d'un manque de participants) |
| 4                                 | 2017                              | Kiel                                                                     |
| 5                                 | 2018                              | Gdynia                                                                   |
| 6                                 | 2019                              | Île de Portland                                                          |
| 7                                 | 2020                              | Lac de Garde                                                             |
|                                   | 2023                              | Vilamoura                                                                |